# Santa Chiara (Rom)

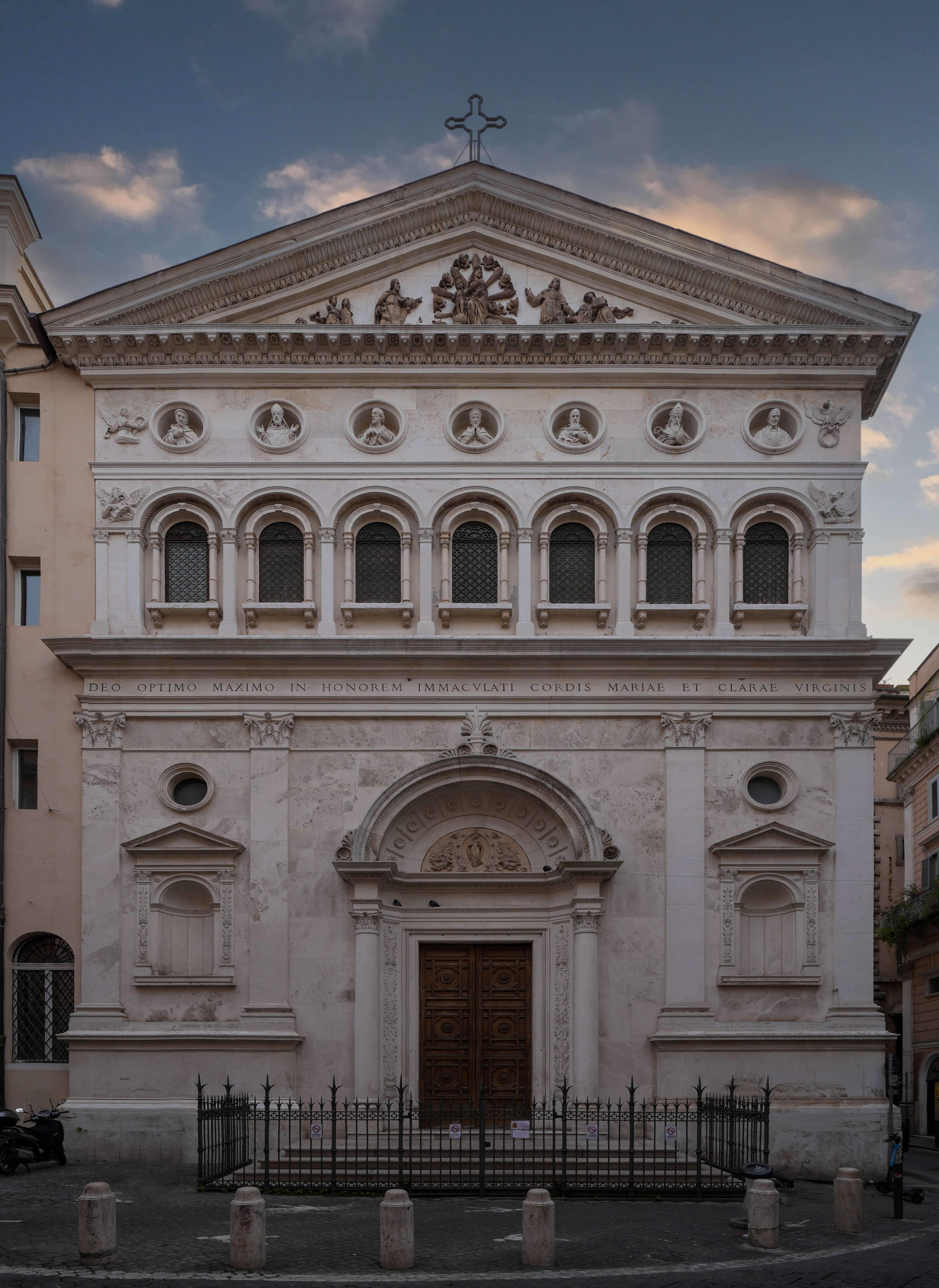
Fassade aus dem späten 19. Jahrhundert

Santa Chiara ist eine Kirche in Rom. Die heutige Kirche entstand unter Verwendung von Bauteilen des 16. Jahrhunderts im 19. Jahrhundert. Sie war Klosterkirche der Klarissen und ist heute Kirche des Päpstlichen Französischen Priesterseminars.

## Lage
Die Kirche liegt im IX. römischen Rione Pigna etwa 100 Meter südlich des Pantheons an einem kleinen, nach ihr benannten Platz. Verwechslungsgefahr besteht mit Santa Chiara a Vigna Clara, einer modernen Titelkirche an der Piazza dei Giuochi Delfici auf der linken Tiberseite außerhalb der Innenstadt gelegen.

## Geschichte und Baugeschichte
Die Kirche ist eine Stiftung des Kardinals Karl Borromäus, Baumeister des Baus war Francesco da Volterra. Auf Wunsch Borromäus’ war die Kirche ursprünglich zwei Päpsten geweiht, einmal Pius IV. und dem Heiligen Pius I. Die Kirche wurde den Klarissen 1628 übertragen, diese hatten ein Kloster hier gegründet. Ein weiterer bekannter Baumeister, Carlo Maderno, errichtete in den Folgejahren die Fassade. Diesen Auftrag erhielt er von Kardinal Scipione Borghese. Eine religiöse Bruderschaft zu Ehren Gregor Thaumaturgos’ kam 1814 in den Besitz sowohl des Klosters als auch der Kirche. Aufgrund der Vernachlässigung der Gebäude und der Kirche stürzte das Gewölbe 1855 ein. Daraufhin übernahm das bis heute hier ansässige französische Seminar die Liegenschaften und sorgte für den Wiederaufbau. Die Fassade wurde 1888 teilweise neu errichtet, sie ist ein Werk Luca Carimis, dieser war auch für Santa Maria in Aquiro tätig.

## Fassade
Die Fassade ist zweigeschossig und im Untergeschoss dreiachsig gegliedert. Das Portal wird von zwei Pilastern korinthischer Ordnung flankiert, von ebensolchen werden die Travéen der äußeren Achsen eingefasst, zur rechten Seite hin als Eckpilaster gestaltet. Das Tympanon enthält eine Darstellung der Kirchenpatronin. Die äußeren Flächen enthalten leere Nischen unter einem Dreiecksgiebel und einem Rundfenster. Im Obergeschoss sind sieben Rundbogenfenster eingelassen. Oberhalb dieser befinden sich Reliefdarstellungen. Aufgrund der Funktion der Kirche handelt es sich überwiegend um französische Heilige, dargestellt sind Bernhard von Clairvaux, Dionysius von Paris, Hilarius von Poitiers, Karl Borromäus, Martin von Tours, Franz von Sales und Vinzenz von Paul. Der die Fassade krönende Dreiecksgiebel enthält eine Notre-Dame-des-Victoirs-Darstellung in der Mitte. Sie wird flankiert von Darstellungen Bruno Franz Leopold Liebermanns und eines Priesters Des Genettes, er wirkte an Notre-Dame-des-Victoires in Paris.

## Inneres
Die Kirche ist einschiffig mit zwei Seitenkapellen jeweils links und rechts des Langhauses. Die Wände werden gegliedert von Pilastern toskanischer Ordnung, gedeckt wird der Raum von einem Tonnengewölbe. Die Fenster sind leicht rundbogig gestaltet und mittels Stichkappen in das Gewölbe integriert. Das Querschiff tritt nicht über die Breite des Langhauses über, die Kirche enthält über der Vierung eine flache Kuppel, sie enthält eine Darstellung Himmelfahrt Mariä aus dem 19. Jahrhundert.
Die erste Kapelle rechterhand mit Blickrichtung vom Eingang zum Chor wird von einer Hängekuppel überfangen. Das Altarretabel enthält eine Darstellung Maria erscheint dem Hl. Bernhard aus dem 19. Jahrhundert.
Die erste Kapelle links wird von einer Flachkuppel gedeckt, sie enthält ein Bildnis Ludwigs des Heiligen auf dem Altarretabel, eine Arbeit des 19. Jahrhunderts, wie auch die Wandbilder.
Die zweite Kapelle links enthält unter der Hängekuppel Wandbilder des 19. Jahrhunderts, auf dem Altarretabel eine Darstellung Heilige Familie aus dem gleichen Zeitraum.
Noch aus der Zeit vor der Renovierung stammen zwei Kunstwerke. Auf dem Altarblatt des Altars der Stirnwand des linken Querschiffs befindet sich eine Darstellung der Kirchenpatronin aus dem 17. Jahrhundert. Neben diesem Altar auf der rechten Seite dargestellt ist Christus erscheint der Hl. Klara, auch eine Arbeit des 17. Jahrhunderts.